# Foreign Affairs
Foreign Affairs — четвертий студійний альбом автора-виконавця Тома Вейтса, виданий 1977 року.

## Про альбом
Як гість на диску співає Бетт Мідлер — дует з Вейтсом у пісні «I Never Talk to Strangers». Концепція альбому була визначена як «чорно-біле кіно». Обкладинка покликана передати нуар-настрій, створив її Голлівудський портретист Джордж Харрелл. Поруч з Томом зображена дівчина на ім'я Марчіела, що працювала тоді в касах The Troubadour в Лос-Анджелесі. На звороті обкладинки зображений п'яний співак за клавішами свого Tropicana.

## Список композицій
| Перша сторона | Перша сторона                                 | Перша сторона |
| #             | Назва                                         | Тривалість    |
| ------------- | --------------------------------------------- | ------------- |
| 1.            | «Cinny's Waltz»                               | 2:17          |
| 2.            | «Muriel»                                      | 3:33          |
| 3.            | «I Never Talk to Strangers»                   | 3:38          |
| 4.            | «Medley: Jack & Neal/California, Here I Come» | 5:01          |
| 5.            | «A Sight for Sore Eyes»                       | 4:40          |

| Друга сторона | Друга сторона    | Друга сторона |
| #             | Назва            | Тривалість    |
| ------------- | ---------------- | ------------- |
| 1.            | «Potter's Field» | 8:40          |
| 2.            | «Burma-Shave»    | 6:34          |
| 3.            | «Barber Shop»    | 3:54          |
| 4.            | «Foreign Affair» | 3:46          |

## Учасники запису
- Том Вейтс — вокал, фортепіано
- Френк Вікарі — тенор-саксофон
- Джек Шелдон — труба
- Джим Хьюхарт — контрабас
- Шеллі Манн — барабани
- Джин Кіпріано — кларнет
- Бетт Мідлер — вокал на «I Never Talk to Strangers»